# Chaîne Purcell
La chaîne Purcell (Purcell Mountains) est un massif montagneux de la chaîne Columbia situé au sud-est de la Colombie-Britannique et au nord de l'Idaho et du Montana. Elle est délimitée à l'est par le sillon des Rocheuses et à l'ouest par le sillon Purcell, qui est composé des vallées de la Beaver et de Duncan.

## Toponymie
La chaîne Purcell a été baptisée par James Hector en l'honneur de Goodwin Purcell (1817-1876), un professeur de l'université Queen's qui fut membre du comité qui sélectionna les participants de l'expédition Palliser.